# BEAST IS THE B2ST
《BEAST IS THE B2ST》는 대한민국의 음악 그룹 비스트의 첫 번째 EP 음반이자 데뷔 음반이다. 2009년 10월 14일 CJ E&M을 통해 발매되었다. 타이틀 곡은 "Bad Girl"이고, 후속곡은 "Mystery"이다. 현재까지 이 앨범은 약 35,638장 팔렸다.

## 발매 과정
2009년 10월 6일 데뷔 음반 재킷사진이 공개되었고, 10월 11일과 10월 13일 이틀에 걸쳐 스트릿 티저와 티저 영상이 공개되었다. 10월 14일 음원 공개와 동시에 데뷔 음반 Beast Is The B2ST가 발매되고, 10월 15일 데뷔 쇼케이스를 개최하였다. 비스트는 10월 16일 KBS 《뮤직뱅크》를 통해 데뷔하였다.
데뷔곡 "Bad Girl"은 여러 음원 사이트의 주간 차트에서 30위권 안에 들고, 음반은 약 2만장이 판매되었다. SBS 《인기가요》에서는 2주 연속으로 뮤티즌송 후보인 Take 7에 진입하였으며, 12월의 파워루키로도 선정되었다. 한편 수록곡 〈아직은〉이 방송 불가 판정을 받았다. "Bad Girl" 활동 후 비스트는 후속곡인 "Mystery"로도 활동하였는데, "Mystery"는 MBC 《쇼! 음악 중심》에서 시청자가 뽑은 새해 첫째 주 베스트 무대에서 1위로 선정되었다. 후에 "Bad Girl"은 태국 차트에서 2주 연속 1위를 차지하였다.

## 뮤직비디오
비스트의 데뷔 앨범 타이틀곡 "Bad Girl"의 뮤직비디오는 홍원기 감독이 연출을 맡았는데 총 2부작에 걸쳐 공개되었다. 2009년 10월 16일 "Bad Girl"의 뮤직비디오 1부가 먼저 공개되고, 10월 20일 "Bad Girl" 뮤직 비디오 풀버전이 공개되었다.

## 곡 목록
전체 작사: 용준형 (Rap Making)
| #  | 제목                  | 작사                         | 작곡                         | 편곡 | 재생 시간 |
| -- | --------------------- | ---------------------------- | ---------------------------- | ---- | --------- |
| 1. | 〈BEAST IS THE B2ST〉 | BEAST                        | 신사동호랭이, 최규성         | 1:32 |           |
| 2. | 〈Bad Girl〉          | 신사동호랭이, 이상호, BEAST  | 신사동호랭이, 이상호         | 3:12 |           |
| 3. | 〈Mystery〉           | 신사동호랭이, 이상호, 강지원 | 신사동호랭이, 이상호, 강지원 | 3:30 |           |
| 4. | 〈아직은〉            | 신사동호랭이, 전혜원         | 신사동호랭이                 | 3:41 |           |
| 5. | 〈Oasis〉             | 스타트랙, 황성진             | 스타트랙                     | 3:47 |           |